# کوجی آسانو
کوجی آسانو (انگلیسی: Koji Asano؛ زادهٔ ۲۶ آوریل ۱۹۷۴) آهنگساز، و موسیقی‌دان اهل ژاپن است.